# Vienne-le-Château
Vienne-le-Château è un comune francese di 581 abitanti situato nel dipartimento della Marna nella regione del Grand Est.

## Società

### Evoluzione demografica
Abitanti censiti